# KURIKINTON FOX
KURIKINTON FOX（くりきんとん ふぉっくす、1984年7月2日 - ）は、日本のミュージシャン、ギタリスト。
主にインターネット上で活動。動画共有サービスで演奏動画がアップロードされており、視聴が可能である。

## 人物
彼は当時人気のアニメ涼宮ハルヒの憂鬱の劇中歌『God knows...』を演奏した動画をインターネット上にアップし、注目を浴びたネットギタリストの一人。
その後、メタル系のオリジナルギターインストに転向。動画投稿の他にCD販売、イベントなど多方面に活動している。
狐のお面とニットキャップ、ジャージ姿で演奏するのが特徴。東京都出身。身長183cm。愛称は「ダンカン」。
過去に自身のネットラジオで本名を公表している。

## 来歴
- 2006年6月4日 KURIKINTONFOX ホームページ開始
  - 主にゲームやアニメの曲をギターでカバーし、演奏動画やスコアを配信。
- 2008年8月14日 オリジナルCD 『FOXY CODE』 予約開始
- 2008年11月8日 アニメトライブスペシャル ゲスト出演[1]
- 2009年1月10日 ヤングギター2月号 インタビュー掲載
- 2009年2月10日 ヤングギター3月号 DVD収録
- 2009年2月22日 FOXY CODEリマスター版発売記念ライブ＆クリニック[2]
- 2009年4月10日 ヤングギター5月号 DVD収録
- 2009年4月～8月 都内各所でGUITAR RIG 3 デモンストレーションライブ[3][4]
- 2009年8月28日 EXIT TUNES PRESENTS STARDOM 2 Summer Carnival 出演[5]
- 2009年10月25日 YouTubeにて動画『FINAL HEAVEN』の配信を最後とし、音楽活動終了を表明した。

## ディスコグラフィ

### アルバム
- FOXY CODE [自主制作版] （2008/8/30）
- FOXY CODE [リマスター版] （2009/1/28）
  - ギターレストラック2曲、ストリングスバージョン1曲を追加。
- Classics （2009/2/25）

### デジタルシングル
iTunes Storeで配信中。
- 暁-akatsuki- （2009/4/1）
- Satan's dance （2009/4/1）

### 参加オムニバス
- EXIT TUNES PRESENTS STARDOM （2009/5/20）
  - 『Ride on sky』収録[6]

### 映像作品
- FOXY DVD （2009/7/8）

## 機材
IBANEZ RG1570
Fender USA Stratocaster
現在はIbanez RG RG7321にNative Instruments社のGUITAR RIG 3を繋いでいる。